# Cryptocoryne usteriana
Cryptocoryne usteriana är en kallaväxtart som beskrevs av Adolf Engler. Cryptocoryne usteriana ingår i släktet Cryptocoryne och familjen kallaväxter.
Artens utbredningsområde är Filippinerna. Inga underarter finns listade.